# Stazione di Portarlington
La stazione di Portarlington  è una stazione ferroviaria della Dublino–Cork che fornisce servizio all'omonima cittadina della contea di Laois, Irlanda. Da essa si dirama la linea per Westport utilizzata dai servizi Intercity diretti a Westport, Ballina e Galway.

## Storia
Fu aperta il 26 giugno 1847. Nel 1858 la Great Southern and Western Railway (GS&WR) aprì il primo tronco della diramazione per Athlone che fu completata l'anno seguente.

## Strutture ed impianti
Il piazzale è formato da due binari. Fino al 2005, era presente un terzo binario.

## Movimento
La stazione è servita da diverse relazioni InterCity della Iarnród Éireann:
- Dublino Heuston–Cork Kent
- Dublino Heuston–Galway
- Dublino Heuston–Westport
- Dublino Heuston–Limerick

## Servizi
- Servizi igienici
- Capolinea autolinee
- Biglietteria a sportello
- Biglietteria self-service
- Distribuzione automatica cibi e bevande